# Новохусаїново
Новохусаї́ново (рос. Новохусаиново, башк. Яңы Хөсәйен) — присілок у складі Учалинського району Башкортостану, Росія. Входить до складу Кірябінської сільської ради.
Населення — 2 особи (2010; 2 в 2002).
Національний склад:
- росіяни — 100%